# Leake (North Yorkshire)
Leake is een civil parish in het bestuurlijke gebied Hambleton, in het Engelse graafschap North Yorkshire.

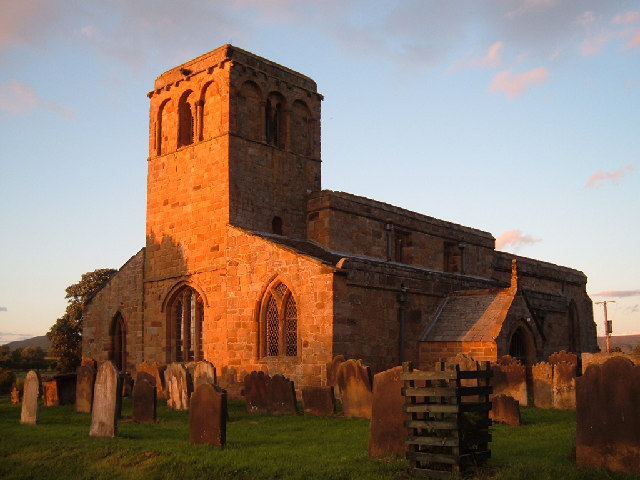
Kerk van St Mary the Virgin